# ピーク・エンドの法則
ピーク・エンドの法則（ピーク・エンドのほうそく、英語：peak–end rule）とは、われわれは自分自身の過去の経験を、ほとんど完全にそのピーク（絶頂）時にどうだったか（嬉しかったか悲しかったか）ならびにそれがどう終わったかだけで判定する、という法則である。ピーク以外の情報が失われることはないが、比較には使われない。それには喜びもしくは悲しみの総量、またその経験がどのくらい持続したかですらも含まれる。
ある実験では、あるグループの人が大音量の不快な騒音にさらされた。2番目のグループは、1番目の人々と同じ大音量の不快な騒音にさらされたが、その最後に幾分ましな騒音が追加されていた。この2番目のグループのこの騒音聴取の体験の不快さの評価は、1番目のグループの人たちよりも低かった。最初の同一の騒音区間に加え、不快さを抑えた引き延ばされた区間があり、1番目のグループよりさらに不快であったはずであるにもかかわらずである。
このヒューリスティクスは、ダニエル・カーネマン他によって初めて提案された。カーネマンは、人々が経験をその合計ではなく平均で知覚することから、これが代表性ヒューリスティックの例かもしれないと主張する。